# Heinz-Jürgen Bothe
Heinz-Jürgen Bothe (n. 5 noiembrie 1941, Berlin, Germania Nazistă) este un canotor ce a reprezentat Republica Democrată Germană, medaliat olimpic. A participat la o ediție a Jocurilor Olimpice (1968) în care a câștigat o medalie de aur.

## Participări
Lista de mai jos prezintă principalele competiții la care a participat Heinz-Jürgen Bothe de-a lungul carierei sale.
- rowing at the 1968 Summer Olympics – men's coxless pair[*][4]